# La Tala
La Tala ist ein Ort und eine westspanische Gemeinde (municipio) mit 76 Einwohnern (Stand: 2024) in der Provinz Salamanca in der Autonomen Region Kastilien-León.

## Lage
La Tala liegt in einer Höhe von ca. 925 m etwa 60 Kilometer südsüdöstlich von der Provinzhauptstadt Salamanca. 
Das Klima im Winter ist kühl, im Sommer dagegen durchaus warm; die Niederschlagsmengen (ca. 817 mm/Jahr) fallen – mit Ausnahme der nahezu regenlosen Sommermonate – verteilt übers ganze Jahr.

## Bevölkerungsentwicklung
| Jahr      | 1970 | 1981 | 1991 | 2001 | 2011 | 2021 |
| Einwohner | 404  | 221  | 182  | 143  | 106  | 80   |

## Sehenswürdigkeiten
- Antoniuskirche (Iglesia de San Antonio de Padua)

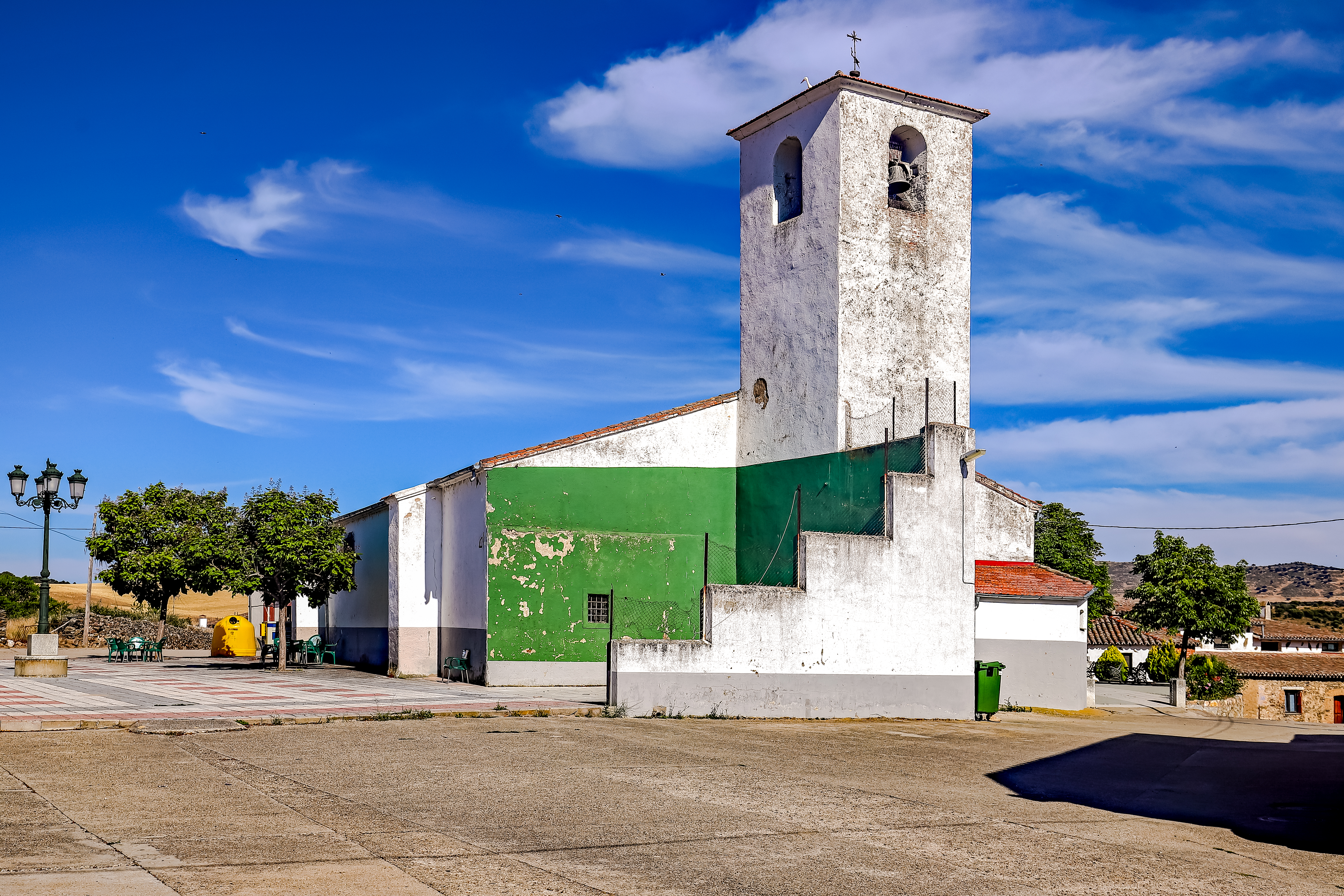
Antoniuskirche
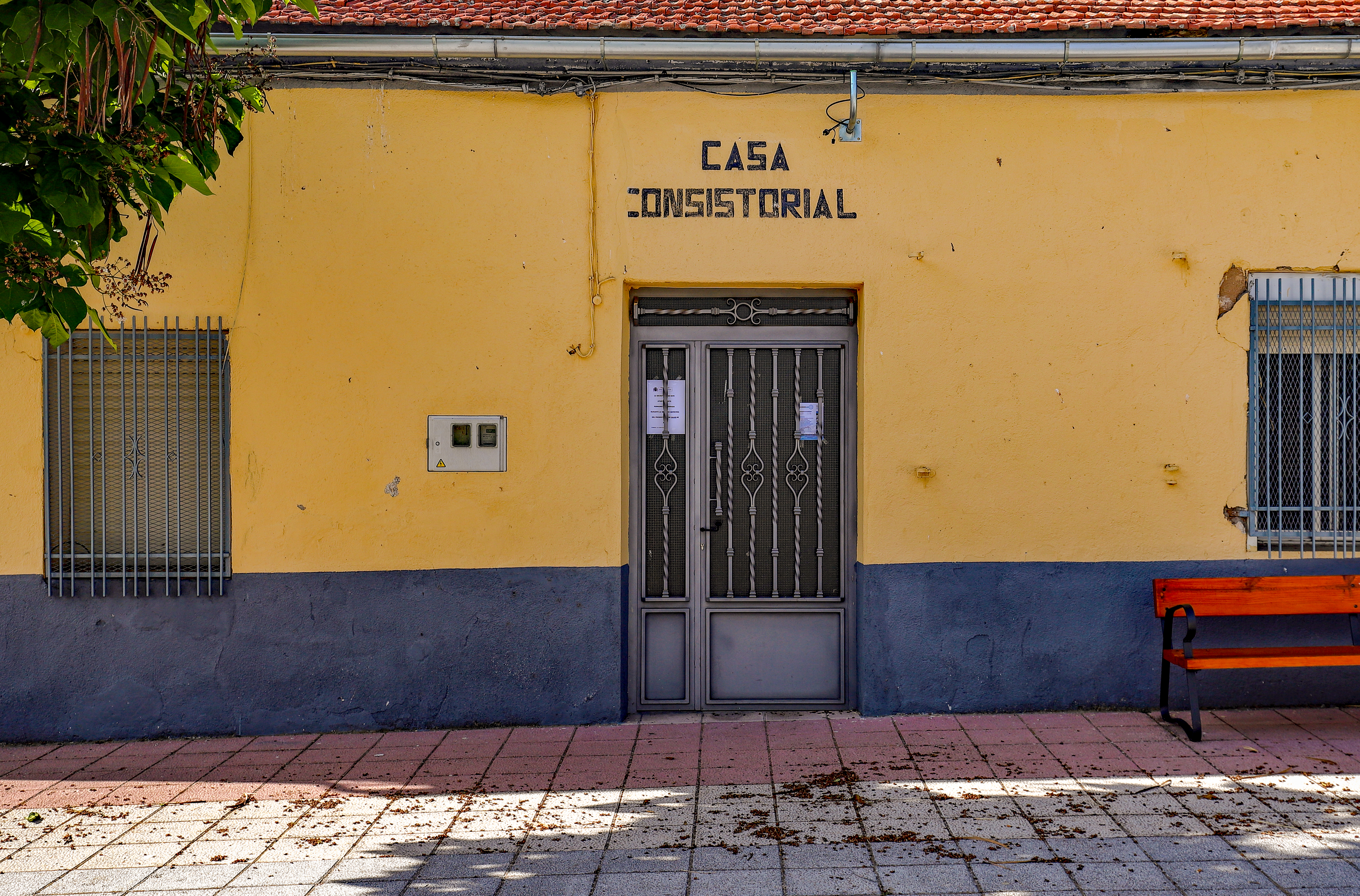
Rathaus